# جغد دودی کوچک
جغد دودی (انگلیسی: Lesser sooty owl) یک گونه از سرده جغدهای انبار است. بومی منطقه استوایی مرطوب استرالیا است. زمانی که به عنوان زیرگونه جغد دودی بزرگ در نظر گرفته می‌شد، با پرهای تیره، لکه‌های سنگین تر و صدای بلندتر متمایز می‌شود. جغد دودی کمتر دارای محدوده محدودی در شمال شرقی استرالیا است و عمدتاً در مناطق تاریک و پناهگاه جنگل‌های بارانی زندگی می‌کند.